# Forêt du Haut-Palatinat
La forêt du Haut-Palatinat (en allemand : Oberpfälzer Wald ; Český les, « forêt de la Bohême » en tchèque) est un massif montagneux s'étendant le long de la frontière entre l'Allemagne et la Tchéquie. Le Čerchov situé dans ce dernier pays, avec une altitude de 1 041 m, est le point culminant du massif. La forêt fait partie du vaste massif de Bohême ; au nord elle confine au Fichtelgebirge, au sud à la forêt de Bavière et la forêt de Bohême (Šumava).

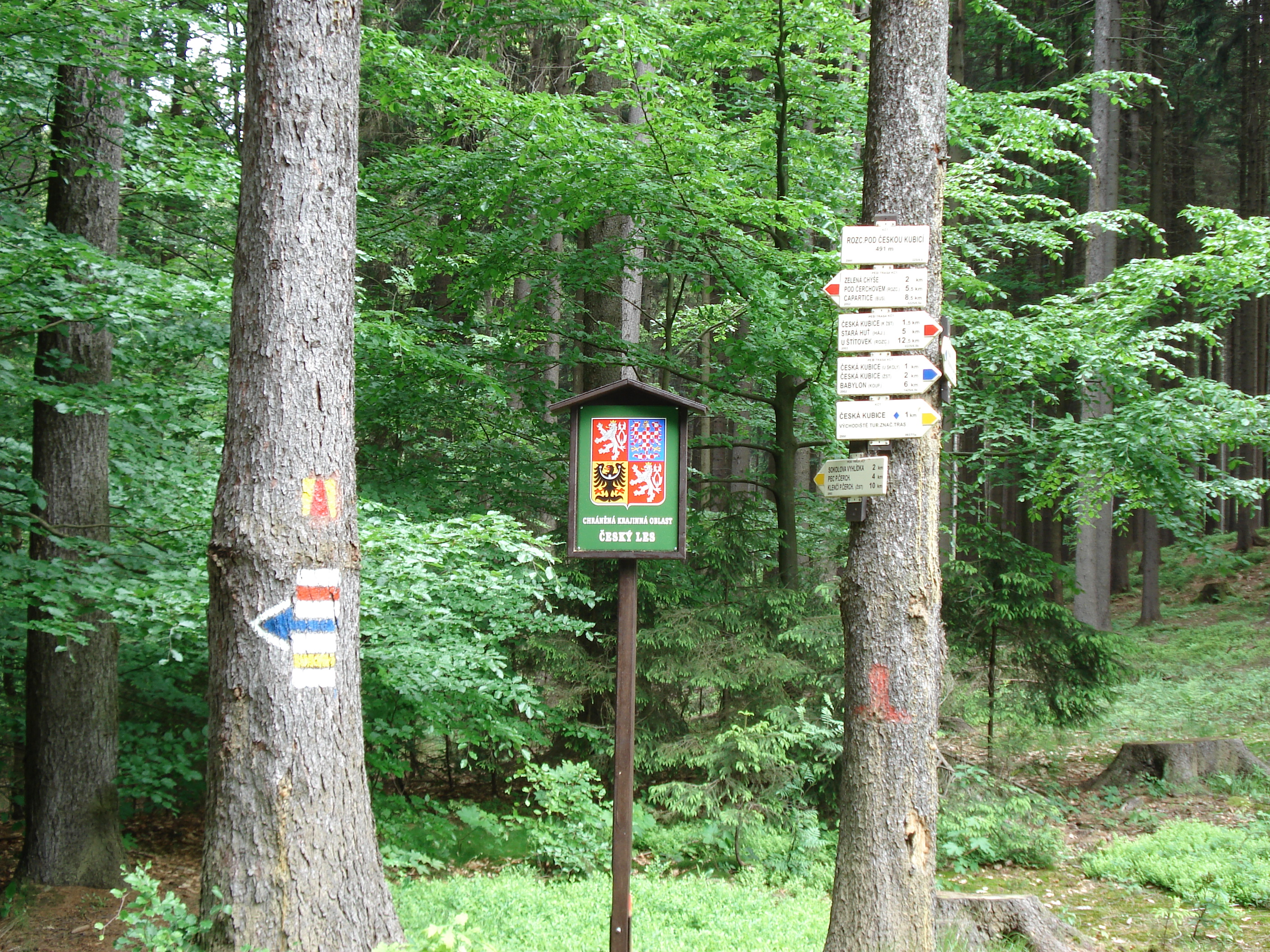
Vue d'un des panneaux indiquant l'entrée dans la zone protégée des Český les.

La chaîne de montagnes s'étend sur une bande d'une centaine de kilomètres du Waldsassen au nord à Waldmünchen au sud et de quelque 30 à 40 kilomètres de largeur. Elle est parcourue par de nombreux sentiers de randonnée. La région forestière est caractérisée par des ruines de châteaux, de petites chapelles cachées et de quelques vestiges d'usines sidérurgiques et de cristalleries.